# Leptapoderus pectoralis
Leptapoderus pectoralis là một loài bọ cánh cứng trong họ Attelabidae. Loài này được Thunberg miêu tả khoa học năm 1815.